# Mónica Ferrández
Mónica Ferrández Arenas (née le 25 octobre 1974 à Cordoue) est une gymnaste rythmique espagnole.

## Palmarès

### Championnats du monde
- Athènes 1991
  -  médaille de bronze au concours général par équipe.

### Championnats d'Europe
- Göteborg 1990
  -  médaille de bronze au concours général par équipe.